# Antonín Novotný (historik umění)
Antonín Novotný (15. května 1891 Praha – 28. února 1978 Rochester) byl český historik umění, pracovník a později ředitel Muzea hlavního města Prahy. Populární byly jeho publikace o staré Praze.

## Život
Studoval práva (nedokončeno) a dějiny umění na pražské univerzitě, které ukončil roku 1930 obhajobou rigorózní práce.
Od roku 1916 působil v Muzeu hlavního města Prahy, V letech 1924-1934 byl zástupcem ředitele muzea a blízkým spolupracovníkem F.X. Harlase a V.V. Štecha, v letech 1934-1938 pak jeho ředitelem. V roce 1938 odešel do předčasného důchodu a jako soukromý badatel přispíval články o dějinách Prahy do časopisů a knih. V roce 1964 se vystěhoval ke svému synovci do Spojených států amerických, kde v roce 1978 zemřel.
O jeho významu pro popularizaci historie svědčí to, že přestože již byl v emigraci, věnovaly Literární noviny v roce 1965 pozornost pětasedmdesátým narozeninám Antonína Novotného a ocenily jeho dílo.

## Dílo
Byl autorem pragensií vydávaných v nakladatelstvích Vladimíra Žikeše a Václava Poláčka. V Museu hlavního města Prahy byl kurátorem četných výstav. Řada jeho textů o Praze vycházela posmrtně až do roku 2007.

### Písemná pozůstalost
Písemná pozůstalost Antonína Novotného je uložena v Divizi rukopisů Knihovny Kongresu USA ve Washingtonu, D. C. (Manuscript Division, Library of Congress, Washington, D.C.), kam ji věnovala manželka Marie Novotná.